# Zion Myers
Zion Myers (26 de junio de 1898 – 24 de febrero de 1948) fue un director, guionista, productor y actor cinematográfico de nacionalidad estadounidense.
Nació en San Francisco, California, y falleció en Los Ángeles, California.

## Selección de su filmografía

### Director
- 1925 : No Place to Go
- 1925 : His New Suit
- 1925 : The Party
- 1925 : The Green-Eyed Monster
- 1925 : Half Fare
- 1925 : Kick Me Again
- 1925 : The Understudy
- 1925 : Happy Go Lucky
- 1925 : Love My Dog
- 1926 : Be Careful, Dearie!
- 1926 : Keep Trying
- 1926 : Honeymoon Hospital
- 1926 : Madame Dynamite
- 1927 : Bathing Suitor
- 1927 : Birthday Greetings
- 1927 : A Dog's Pal
- 1927 : A Wolf in Cheap Clothing
- 1927 : Suite Homes
- 1927 : His Day of Days
- 1927 : The Kangaroo's Kimono
- 1928 : A Mysterious Night
- 1928 : Love Is Blonde
- 1928 : Count Me Out
- 1928 : Green-Eyed Love
- 1930 : Who Killed Rover?
- 1930 : Hot Dog
- 1930 : The Dogway Melody
- 1930 : College Hounds
- 1930 : The Big Dog House
- 1931 : The Two Barks Brothers
- 1931 : Trader Hound
- 1931 : So Quiet on the Canine Front
- 1931 : Love-Tails of Morocco
- 1931 : Sidewalks of New York
- 1931 : Splash!
- 1932 : Color Scales
- 1932 : Chalk Up
- 1933 : Lucky Dog
- 1933 : Inflation

### Guionista
- 1926 : April Fool
- 1930 : The Dogway Melody
- 1931 : Trader Hound
- 1931 : So Quiet on the Canine Front
- 1933 : Lucky Dog
- 1937 : Los peligros de la gloria
- 1940 : Buck Benny Rides Again
- 1940 : Love Thy Neighbor
- 1941 : Skylark
- 1944 : Here Come the Waves
- 1946 : Jiggers, My Wife
- 1946 : So's Your Antenna
- 1946 : Reno-Vated
- 1947 : Half-Wits Holiday
- 1948 : Heavenly Daze
- 1948 : I'm a Monkey's Uncle
- 1955 : Bedlam in Paradise
- 1955 : Stone Age Romeos

### Productor
- 1930 : Hot Dog
- 1930 : The Dogway Melody
- 1930 : College Hounds
- 1931 : Trader Hound
- 1931 : So Quiet on the Canine Front
- 1931 : Splash!
- 1935 : Old Man Rhythm
- 1935 : To Beat the Band
- 1936 : Two in the Dark
- 1936 : Make Way for a Lady
- 1937 : They Wanted to Marry
- 1937 : Small Town Boy

### Actor
- 1930 : Hot Dog
- 1930 : The Dogway Melody
- 1930 : College Hounds
- 1931 : So Quiet on the Canine Front
- 1931 : Love-Tails of Morocco

### Montador
- 1933 : Lucky Dog